# Бубе (Зубин Поток)
Бубе су насеље у општини Зубин Поток на Косову и Метохији. Атар насеља се налази на територији катастарске општине Бубе површине 1.315 ha. Историјски и географски припада Ибарском Колашину. Насеље је на јужним обронцима Рогозне. Село лежи на пространој површи-висоравни испод Бубског Шиљка (1.282 м). Бубе имају 2 засеока.

## Географија
Бубски шиљак, који се издиже над селом, представља палеовулканску купу високу 1282 m. Палеовулканска купа удаљена је 10 km северозападно од Зубиног потока и 4 km северно од језера Газиводе. Налази се у западном делу планине Рогозне, удаљена око 4 km од Црног врха (1504 m), њеног највишег врха. 
Бубски шиљак издиже се изнад околног терена за око 400 m, а у основи је широк око 1,5 кm. Изграђен је од стена кварцлатитског састава. Његове стране падају под углом 35°-40°, а на источној страни и при самом врху тај угао прелази 50°. Овако стрме стране јављају се код купа изграђених од киселе, теставе магме са повећаним садржајем SiO2. Пирокластични материјал на странама око купе указује на експлозиван карактер ерупција.
Анализом неколика узорака кварцлатита са планине Рогозне утврђена је K/Ar методом апсолутна старост ових стена од 27,3 до 29,5 милиона година (Cvetković et.al 2012). Претпоставка је да су и кварцалатити Бубског шиљка ове старости. 

## Историја
Некада је ово село било седиште Бубске кнежине, по насељу се налазе остаци из прошлости, јер се на Бубском Шиљку виде остаци неке грађевине или утврђења, около су остаци неких других грађевина украшених рељефом. После ослобађања од турске власти место је у саставу Звечанског округа, у срезу митровичком, у општини лучко-речкој и 1912. године има 132 становника (заједно са засеоцима: Копиловиће, Дражиновиће и Кијевце).

## Демографија
Насеље има српску етничку већину.
Број становника на пописима:
- попис становништва 1948. године: 191
- попис становништва 1953. године: 209
- попис становништва 1961. године: 226
- попис становништва 1971. године: 190
- попис становништва 1981. године: 109
- попис становништва 1991. године: 68